# Isopterygium
Isopterygium är ett släkte av bladmossor. Isopterygium ingår i familjen Hypnaceae.

## Dottertaxa tillIsopterygium, i alfabetisk ordning[1]
- Isopterygium acuminatum
- Isopterygium acutifolium
- Isopterygium affusum
- Isopterygium albescens
- Isopterygium ambiguum
- Isopterygium amblyocarpum
- Isopterygium ambreanum
- Isopterygium amoenum
- Isopterygium andamanicum
- Isopterygium annamense
- Isopterygium antsihanakense
- Isopterygium antunesii
- Isopterygium applanatum
- Isopterygium aptychopsis
- Isopterygium aquaticum
- Isopterygium arachnoideum
- Isopterygium argillicola
- Isopterygium argyroleucum
- Isopterygium assamicum
- Isopterygium asymmetricum
- Isopterygium austrodenticulatum
- Isopterygium bancanum
- Isopterygium battakense
- Isopterygium baurii
- Isopterygium boivinii
- Isopterygium borneense
- Isopterygium brassii
- Isopterygium brevicuspis
- Isopterygium brevisetum
- Isopterygium brownii
- Isopterygium byssaceum
- Isopterygium byssicaule
- Isopterygium byssobolax
- Isopterygium candidulum
- Isopterygium chryseolum
- Isopterygium citrinellum
- Isopterygium clerophilum
- Isopterygium combae
- Isopterygium complanatulum
- Isopterygium conangium
- Isopterygium congoanum
- Isopterygium courtoisii
- Isopterygium cratericola
- Isopterygium dewevrei
- Isopterygium dubyi
- Isopterygium elodes
- Isopterygium exiguum
- Isopterygium exile
- Isopterygium fallax
- Isopterygium filamentosum
- Isopterygium fissum
- Isopterygium fruticola
- Isopterygium gabonense
- Isopterygium gibbosulum
- Isopterygium gracile
- Isopterygium gracilisetum
- Isopterygium gracillimum
- Isopterygium gunnii
- Isopterygium hasimotoi
- Isopterygium hookeriophilum
- Isopterygium howeanum
- Isopterygium hygrophilum
- Isopterygium intortum
- Isopterygium ivoiriense
- Isopterygium jamaicense
- Isopterygium jelinkii
- Isopterygium kilimandscharicum
- Isopterygium latifolium
- Isopterygium leiotheca
- Isopterygium leptoblastum
- Isopterygium leptoplumosum
- Isopterygium leucophanes
- Isopterygium leucopsis
- Isopterygium lignicola
- Isopterygium limatum
- Isopterygium lioui
- Isopterygium longicaule
- Isopterygium longipes
- Isopterygium longisetulum
- Isopterygium longitheca
- Isopterygium luteonitens
- Isopterygium macoense
- Isopterygium mbangae
- Isopterygium meylanii
- Isopterygium microplumosum
- Isopterygium microthecium
- Isopterygium minutirameum
- Isopterygium minutum
- Isopterygium molle
- Isopterygium nanoglobum
- Isopterygium nematosum
- Isopterygium neocaledonicum
- Isopterygium nervatulum
- Isopterygium nitentivirens
- Isopterygium norfolkianum
- Isopterygium novoguinense
- Isopterygium pallidulum
- Isopterygium palmarum
- Isopterygium paludigenum
- Isopterygium pedunculatum
- Isopterygium pendulum
- Isopterygium perchlorosum
- Isopterygium perminutum
- Isopterygium perpallidum
- Isopterygium perpusillum
- Isopterygium phlyctitheca
- Isopterygium planifolium
- Isopterygium plumicaule
- Isopterygium podorrhizum
- Isopterygium praenitens
- Isopterygium prasiellum
- Isopterygium propaguliferum
- Isopterygium pseudosubulatum
- Isopterygium punctulatum
- Isopterygium pygmaeocarpum
- Isopterygium radicans
- Isopterygium rubellum
- Isopterygium samoanum
- Isopterygium saporense
- Isopterygium sapricola
- Isopterygium sarasinii
- Isopterygium saxense
- Isopterygium serrulatum
- Isopterygium strangulatum
- Isopterygium strictirameum
- Isopterygium subaptychopsis
- Isopterygium subarachnoideum
- Isopterygium subbrevisetum
- Isopterygium subconangium
- Isopterygium subcurvicolle
- Isopterygium subglobosum
- Isopterygium subleptoblastum
- Isopterygium submicrothecium
- Isopterygium subpinnatum
- Isopterygium subsplendidulum
- Isopterygium taxithelioides
- Isopterygium taylorii
- Isopterygium tenerifolium
- Isopterygium tenerum
- Isopterygium teretiusculum
- Isopterygium tisserantii
- Isopterygium tonkinense
- Isopterygium tristaniense
- Isopterygium undulatum
- Isopterygium welwitschii
- Isopterygium verruculosum
- Isopterygium vestitum
- Isopterygium vineale